# Pick and pop

## Pick and pop
El pick and pop (que podríamos traducir al español como "bloqueo y apertura") es un movimiento ofensivo comúnmente utilizado en baloncesto derivado de un movimiento ofensivo más conocido como es el clásico pick and roll. En este caso el jugador atacante sin balón coloca el bloqueo sobre el defensor del jugador con balón y en lugar de realizar un corte hacia canasta, realiza un movimiento de apertura hacia una zona en la que pueda recibir fácilmente el balón para efectuar un tiro con comodidad y libre de marca.
Según la página oficial de la liga endesala página oficial de la liga endesa podríamos definir este término como: "Expresión estadounidense que define el castellanizado bloqueo y continuación, con la salvedad que el hombre que bloquea, se abre hacia el exterior para recibir un pase y amenazar con lanzamiento en suspensión u otro pase."

### Generalidades
El 'pick and pop' es utilizado usualmente por los entrenadores en equipos que cuenten en sus filas con un ala-pívot(4) o pívot(5) con un buen porcentaje de tiros de campo ya que estos realizan bloqueos más eficientes al ser jugadores más grandes y por tanto tendrán mayores posibilidades de realizar un tiro cómodo y, por tanto, de anotar más puntos con este movimiento.